# Turkestanbergen

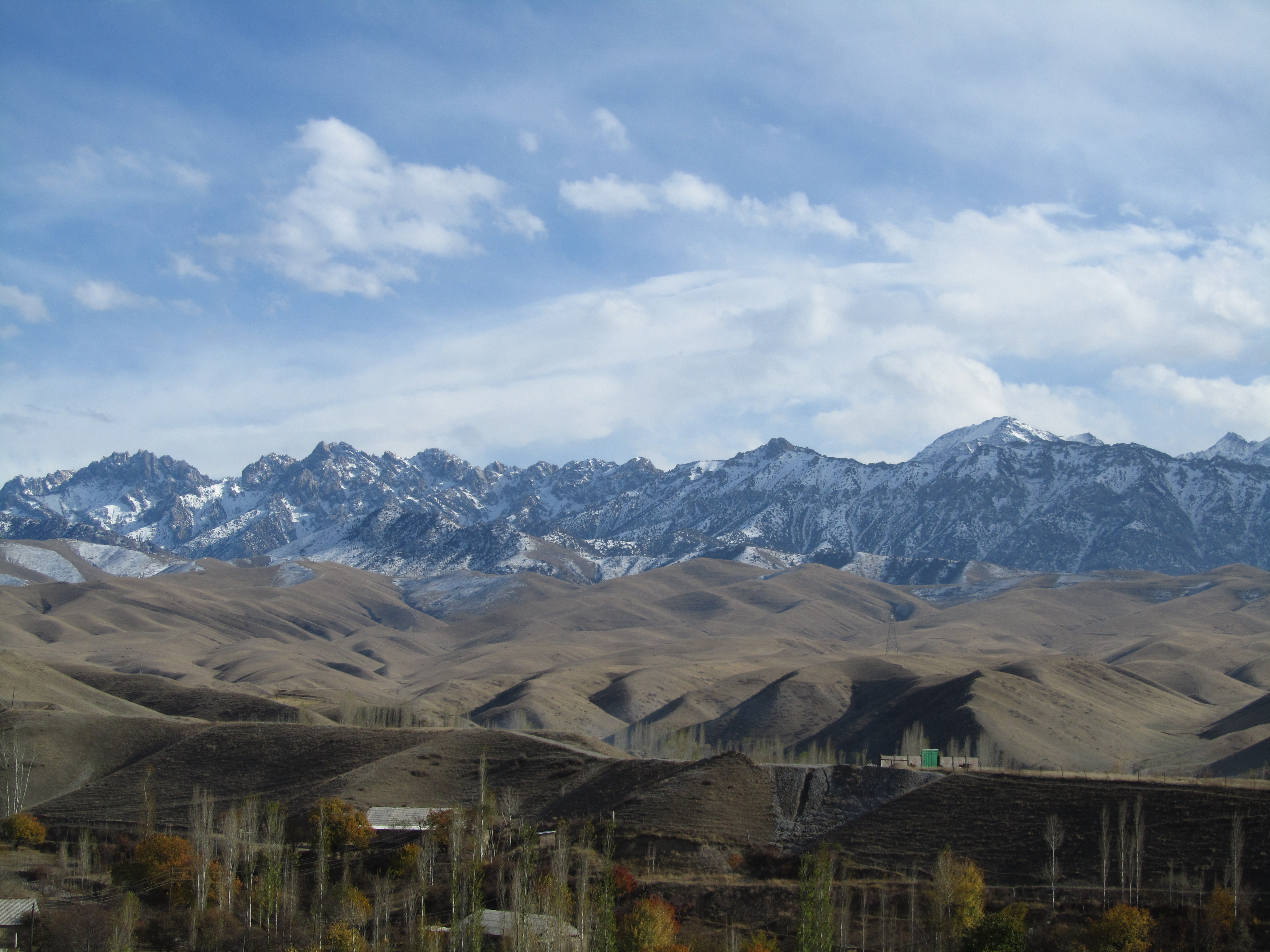
Turkestanbergen nära Kara Suu.

Turkestanbergen (kirgiziska: Түркстан кырка тоосу, tadzjikiska: қаторкӯҳи Туркистон, uzbekiska: Turkiston tizmasi, ryska: Туркестанский хребет) är en bergskedja som löper i öst-västlig riktning och är den nordligaste av de tre som utör västra Gissaro-Alaj. Den sträcker sig 340 km från Alajbergen i öster längs gränsen mellan Kirgizistan och Tadzjikistan till Samarkand i Uzbekistan. De bildar sydgänsen för Ferghanadalen i Tadzjikistan och Golodnajastäppen i Uzbekistan. Söder om Turkestanbergen löper Zeravsjanbergen parallellt och de två kedjorna skiljs åt av Zeravsjanfloden. De högsta topparna finner man i öster, nära gränsen till Kirgizistan - de högsta är Pik Skalistij (Пик Скалистый) 5621 m ö.h., Pik Piramidalnyj (Пик Пирамидальный) 5509 m ö.h. Pik Asku (Пик Аксу) 5355 m ö.h. och Pik Sabach (Пик Сабах) 5282 m ö.h. - och här finner man också glaciärer (Ramaglaciären har en längd på 20 km). De branta sydsluttningarna är kala klippor och bergsstäpp, medan de flackare nordsluttningarna är skogklädda. En väg genom Sjachristanpasset (3378 m) förbinder Tadzjikistans huvudstad Dusjanbe med Chudzjand i Sughdprovinsen.